# 1333
سنة 1333 كانت سنة بسيطة تبدأ يوم الجمعة (الرابط يظهر نموذج التقويم الكامل للسنة) من التقويم اليولياني.

## أحداث
- تأسيس مدينة موغير وتقع حاليا في إسبانيا.

## وفيات
- 23 مايو - هوجو تاكاتوكي، حاكم ياباني.
- ألفونسو دي لا سيردا.
- شهاب الدين النويري.
- فواديسواف الأول.
- محمد الرابع بن إسماعيل.
- هوجو تاكاتوكي.